# Боганы
Боганы — упразднённая деревня в Александровском районе Владимирской области России.

## География
Урочище находится в северо-западной части области, в зоне хвойно-широколиственных лесов, на правом берегу реки Большой Киржач, к востоку от автодороги 17Н-19, на расстоянии примерно 23 километров (по прямой) к востоко-северо-востоку от города Александрова, административного центра района.

### Климат
Климат характеризуется как умеренно континентальный, с умеренно тёплым летом, холодной зимой, короткой весной и облачной, часто дождливой осенью. Среднегодовая температура воздуха — +3,4 °C. Годовое количество атмосферных осадков — 549 миллиметров, из которых большая часть выпадает в тёплый период.

## История
В «Списке населенных мест Владимирской губернии по сведениям 1859 года» населённый пункт упомянут как деревня Богана Александровского уезда, при речке Богане, расположенная на просёлочном тракте из Александрова в Юрьев, в 26 верстах от уездного города. В деревне насчитывалось 13 дворов и проживало 109 человек (56 мужчин и 53 женщины).
По состоянию на 1905 год, в Боганах имелось 18 дворов и проживало 122 человека. В административном отношении деревня входила в состав Андреево-Годуновской волости.
В советское время входила в состав Андреевского сельсовета Александровского района (в период с 1941 до 1965 годы — в составе Струнинского района). Упразднена решением облисполкома № 1493 от 31 декабря 1971 года как фактически не существующая.